# Chamaesaura miopropus
Espèce
Chamaesaura miopropus est une espèce de sauriens de la famille des Cordylidae.

## Répartition
Cette espèce se rencontre en Angola, dans le sud du Congo-Kinshasa, en Zambie et en Tanzanie.

## Description
Cette espèce a des membres réduits. Elle est ovovivipare.

## Publication originale
- Boulenger, 1895 "1894" : Second report on additions to the lizard collection in the Natural History Museum. Proceedings of the Zoological Society of London, vol. 1894, p. 722-736 (texte intégral).